# Gastroplakaeis
Gastroplakaeis is een geslacht van vlinders van de familie spinners (Lasiocampidae), uit de onderfamilie Lasiocampinae.

## Soorten
- G. acolasta Hering, 1928
- G. agroeca Hering, 1928
- G. anaxia Hering, 1928
- G. annuligera Strand, 1913
- G. balia Tams, 1929
- G. delicatula Aurivillius, 1911
- G. delicatulus Aurivillius, 1911
- G. elongata Hering, 1941
- G. epipolia Tams, 1929
- G. forficulata Möschler, 1889
- G. forficulatus (Möschler, 1887)
- G. greyi Holland, 1893
- G. idakum Bethune-Baker, 1913
- G. irrorata Tams, 1929
- G. meridionalis Aurivillius, 1901
- G. parinarii (Guérin-Meneville, 1867)
- G. punctifera (Riel, 1911)
- G. rubroanalis Wichgraf, 1913
- G. rufescens Aurivillius, 1905
- G. schultzei Aurivillius, 1905
- G. toroensis Bethune-Baker, 1927